# زنبق كيلوغ
زنبق كيلوغ (باللاتينية: Lilium kelloggii) نوع نباتي ينتمي إلى جنس الزنبق من الفصيلة الزنبقية.في جبال كلاماث في شمال غرب كاليفورنيا وجنوب غرب ولاية أوريغون ، حيث ينمو في الغابات.